# Гай Коберн Робсон
Гай Коберн Робсон (англ. Guy Coburn Robson; 1888–1945) — британський зоолог, який спеціалізувався на молюсках, вперше описав антарктичного гігантського кальмара (Mesonychoteuthis hamiltoni) — найбільший відомий кальмар у світі.

## Біографія
Гай Коберн Робсон навчався на морський біологічної станції в Неаполі (Італія). У 1911 році почав працювати в лондонському Музеї природознавства на посаді заступника хранителя відділу зоології з 1931 по 1936 рік, де займався вивченням головоногих.

## Наукова діяльність
Робсон найбільш відомий завдяки своїй основній книзі «Варіації тварин в природі» (англ. The Variations of Animals in Nature; у співавторстві з О. В. Річардсом, 1936), в якій стверджував, що, хоча факт еволюції добре встановлений, механізми самої еволюції значною мірою гіпотетичні й належним чином не продемонстровані. У даній науковій праці йдеться про те, що більшість відмінностей між популяціями тварин і спорідненими видами неадаптивні. Книга була опублікована до появи значних розробок в теорії сучасного еволюційного синтезу і містила критичну оцінку теорії природного відбору. Робота була позитивно оцінена в наукових журналах в 1930-х роках. Британський зоолог Марк Рідлі зазначив, що «Робсон і Річардс припустили, що відмінності між видами неадаптівні й не мають нічого спільного з природним відбором».
Американський історик науки Вілл Провейн прокоментував, що книга «користувалася поганою славою з кінця 1940-х років через її антагонізм до природного відбору», але водночас зазначає, що це була «найвідоміша спільна робота по таксономії тварин» до робіт Джуліана Гакслі та Ернста Майра. Джуліан Гакслі у своїй книзі «Еволюція: сучасний синтез» (1942) описав книгу Робсона як «невиправдане применшення ролі відбору в еволюції».